# Xanthia concolor
Xanthia concolor là một loài bướm đêm trong họ Noctuidae.